# 1964 في سويسرا
فيما يلي قوائم الأحداث التي وقعت خلال عام 1964 في سويسرا.

## رياضة
- 17 يونيو – طواف سويسرا 1964 الفائزون رولف مورر، فرانكو بالماميون، إيتالو زيليولي، Cynar (cycling team) [الإنجليزية]‏.

## مواليد

### يناير
- 15 يناير – أندرياس فوغلر

### فبراير
- 12 فبراير – فابيان مولر ملحن سويسري.
- 14 فبراير – جياني بونيو دراج إيطالي.

### مارس
- 16 مارس – باسكال ريتشارد
- 16 مارس – ماورو جيانيتى

### أبريل
- 2 أبريل – بياتريس جراف طبالة سويسرية.

### مايو
- 18 مايو – كلود ماير
- 24 مايو – مونيكا هيس متزحلقة جبال الألب سويسرية.

### يونيو
- 1 يونيو – هيلين كيلر حقوقية سويسرية.
- 10 يونيو – فنسنت بيريز ممثل سويسري.
- 17 يونيو – ليونيل دوناتو لاعب كرة قدم سويسري.

### يوليو
- 28 يوليو – باربرا غانز درّاجة طريق سويسرية.

### أغسطس
- 23 أغسطس – برونو جيربر لاعب زلاجة جماعية سويسري.

### سبتمبر
- 7 سبتمبر – أندي هيوز
- 24 سبتمبر – دومينيك بلوم موسيقي سويسري.
- 29 سبتمبر – روجر بدر

### أكتوبر
- 31 أكتوبر – أماندا ساندريلي ممثلة إيطالية.

### نوفمبر
- 26 نوفمبر – فريني شنايدر متزحلقة جبال الألب سويسرية.

### ديسمبر
- 3 ديسمبر – ماركو تمبست

## وفيات

### يناير
- 1 يناير – تشارلز بوفير (مواليد 1898) لاعب كرة قدم سويسري.

### أكتوبر
- 1 أكتوبر – يورغ كوهن (مواليد 1940) فنان سويسري.

### نوفمبر
- 6 نوفمبر – هوغو كوبلت (مواليد 1925) درّاج طريق سويسري.